# M101榴彈炮
M101榴彈炮（M2A1 105毫米榴彈炮）是二戰時美軍的制式榴彈炮之一，在1941年起生產，在各戰場作為師級支援火力大量生產並支援給個盟邦使用，其廉價設計簡便與火力適中的特性獲得炮兵肯定，直至今日仍有國家採用。

## 服役歷史

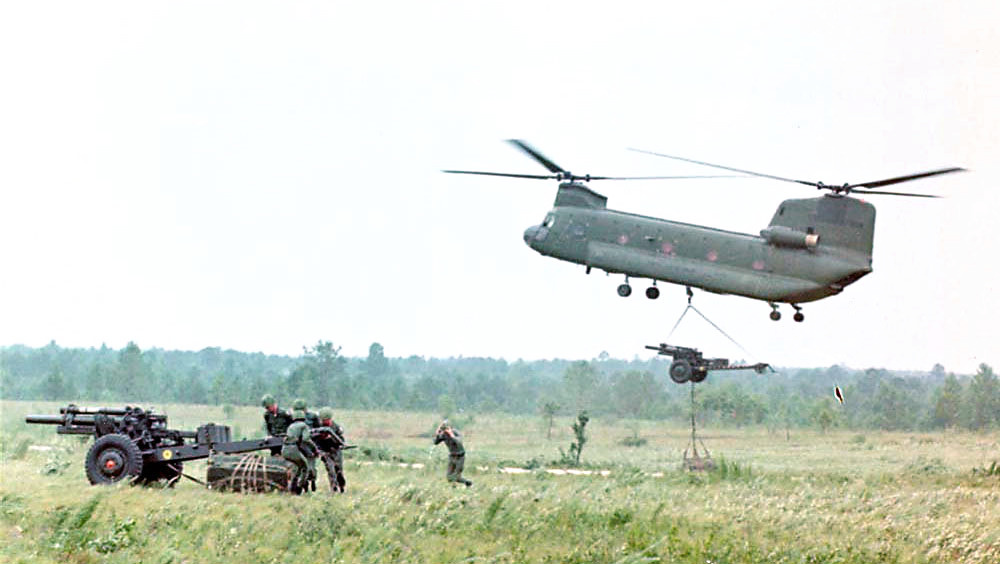
M101榴彈炮可經由CH-47運送。

與許多美製火炮的開發歷史相同，M101的開發必須回溯到第一次世界大戰結束後美軍進行的技術分析計劃。美國在那一場戰爭深切體認到國內缺少開發新型火炮的代價，在1918年成立威斯特韋爾德理事會收集各國戰爭資料，在亞伯丁測試場進行實驗，以評估未來美國軍隊的需求，到1919年5月理事會解散前，他們的其中一部分成果便是建議未來的美國砲兵核心將需要以105公厘與155公厘火炮為主。雖然最後理事會的成果並未立即落實，但美國自1919年後便推動105公厘榴彈砲的開發作業；石島兵工廠在1928年提出M1式105公厘榴彈砲的開發計畫，但因隔年的經濟大蕭條導致美國政府缺乏資金推遲開發。到1939年，石島兵工廠推出M2式105公厘榴彈砲，測試則到1940年6月結束，這時候M2榴彈砲僅生產14門。
租借法案通過後，美國開始將工業能力轉用在軍事上，M2榴彈砲自1941年起大規模量產並支援盟邦作戰，到1953年美國停產為止，共製造了10202門，如果納入盟邦授權生產者將超越此數字；雖然M2榴彈砲性能與各國同量級火炮相比沒有特別突出，但是伴隨美國強大的工業實力，它的特點便是結構簡單以及零附件容易取得，與美國援助的運輸卡車配套讓同盟國都享受到機械化砲兵的機動優勢，因此戰後M2榴彈砲與105公厘砲彈成為許多國家砲兵的標準裝備。
二戰後美軍在1962年進行裝備編號重編，M2A1更名為M101榴彈炮，隨後修改部分炮架與炮盾設計成為M101A1，並經歴了韓戰及越戰，而其彈藥亦成為其他105毫米榴彈炮的標準彈藥。法國及越南國在法越戰爭皆有使用M101，美國介入越戰中M101A1大舉軍援越南共和國，105榴炮為軍援的基本砲兵武備，在1975年越南共和國滅國後，越南民主共和国善後整理時，從越南全境清點出至少1,000門M101A1，並由越南人民軍接收使用。美國空降部隊與海軍陸戰隊在1964年換裝同口徑輕量化炮架的M102榴彈炮，但因為價格因素沒有全數替換，直到美軍從英國引進M119榴彈炮後才將M101A1自陸軍除役。
加拿大軍隊使用C1榴彈炮（即M2A1，M101衍生型）至1997年，改良後的版本名為C3並繼續裝備加拿大後備軍，C3採用更長的炮管及加裝制退器，增強炮尾拖架及拆除裝甲擋板。
南斯拉夫社會主義聯邦共和國亦後克羅地亞得到約50門M2/M101榴彈炮，另外南斯拉夫生產的M56榴彈炮仿制自德國的LeFH 18榴彈炮，但發射M101的105毫米彈藥。澳大利亞陸軍後備軍至今仍有裝備小量的M2榴彈炮，並逐步以L118榴彈炮及M198榴彈炮作取代。
中華民國使用M2A1是援引租借法案取得，最初由敗退撤入印度的駐印遠征軍換裝，後來在Y部隊（滇西換訓的中國遠征軍）有少量撥交，配備在軍級所轄之軍砲兵營，每營編制12門炮。除了軍砲兵營，國軍在1943年後將裝備匱乏的獨立炮兵團人員空運印度換裝M2A1榴彈炮，並劃歸駐印遠征軍司令部統率，獨立砲兵第四團、第五團在抗戰期間接受換裝。据统计，截至抗战胜利时，美国提供给国民政府476门M2A1榴弹炮，被国军美械部队当作军级火炮使用。二戰結束後中華民國直至1951年韓戰期間方重獲美國軍援，並於1957年獲得350門M2A1，編入各師炮兵指揮部管轄；1971年，61兵工廠開始測繪M2A1藍圖，後續獲得美國石島兵工廠提供生產工程圖，翻譯圖紙後在臺灣自行生產M101A1，更為六三式／六三甲式（63甲式105公釐榴彈砲），在1983年統稱為T63 105mm榴彈砲。
目前M101A1／T63等仍在各聯兵旅及指揮部所屬混砲營內服役。
抗战胜利后，中国人民解放军战场缴获的105毫米美式榴弹炮统一编为各大野战军的炮兵纵队（特种兵纵队）集中使用。东北军工系统已经能仿制美式105毫米榴弹弹头并使用复装的日式105毫米榴弹弹筒。1948年上半年，华东野战军特种兵纵队辖6个炮兵团，其中4个榴弹炮团共装备36门美制105榴弹炮和53门日制九一式105mm榴彈炮。淮海战役后，华东野战军特种兵纵队的105毫米榴弹炮超过150门。1949年渡江战役时的“紫石英”号事件中，第三野战军特种兵纵队炮兵第一团、第六团使用了该型号美制榴弹炮轰击英国军舰。中国人民志愿军使用105毫米美式榴弹炮参加抗美援朝战争打满全场，战争期间共损失了64门该型榴炮。第五次战役前夕，志愿军直属机动炮兵部队拥有美制105榴72门，步兵部队队属炮兵拥有45门。第五次战役结束后，志愿军拥有美制105榴230门。1951年底，志愿军的美制105榴190门。1951年10月文登川地区抗击美军坦克集群劈入的防御作战中，炮兵某团四连三班支援938.2高地防御作战而荣立集体一等功、获“愈战愈强”锦旗，该炮被授予二级英雄炮，陈列于中国人民革命军事博物馆。鉴于越盟军队的75毫米美式榴弹炮不能对抗法国殖民军的重炮，1951年秋中国人民解放军云南军区在蒙自县碧色寨以24门105毫米美式榴弹炮装备、组建、训练越南人民军第34炮兵团，派出杜友方任该团军事顾问；该炮兵团隶属驻云南省宜良县汤池镇凤鸣村的越南军事干部学校（后称越南人民军陆军第一军官学校、陈兴道陆军大学），对外称“中国人民解放军西南军区特科学校”，越方校长黎铁雄少将（越军首任炮兵司令），政委陈子平（1959年-1967年为越南驻中国大使）。1953年年初，校长黎铁雄奉调回国后，由政委陈子平率领，1953年1月26日起越军第34炮兵团由中方配齐各型车辆、通信器材、武器，1667人于从蒙自出发经云南河口入境越南，秘密集结于安沛，参加了随后的越南抗法独立战争的诸战役。

## 使用國家
M101榴彈炮曾為67個國家的裝備，包括：
- 希腊
- 巴哈马
- 阿根廷
- 巴西
- 加拿大
- 智利
- 哥伦比亚
- 薩爾瓦多
- 法國
- 印度尼西亞
- 日本
  -  陸上自衛隊
- 立陶宛
- 北馬其頓[10]
- 墨西哥
- 新西兰
- 巴拉圭
- 秘魯
- 菲律賓
- 乌拉圭
- 越南共和国
- 塞爾維亞
- 柬埔寨
- 南斯拉夫
- 泰國
- 土耳其
- 緬甸
- 中華民國
  -  中華民國陸軍
  -  中華民國海軍陸戰隊
- 中华人民共和国
  -  中国人民解放军陆军（俘獲、繳獲）
- 巴基斯坦─巴基斯坦陸軍
- 乌克兰

及其他多個國家。

## 衍生型
主炮：
- M1920 - 樣版[11]
- M1925E - 樣版[11]
- T2－後成為標準型M1[11]
- M2（1934年）－改良以發射成型彈藥[11]
- M2A1（1940年）－改良後膛環[12]
- M3 - 輕量化型，炮管短了27吋

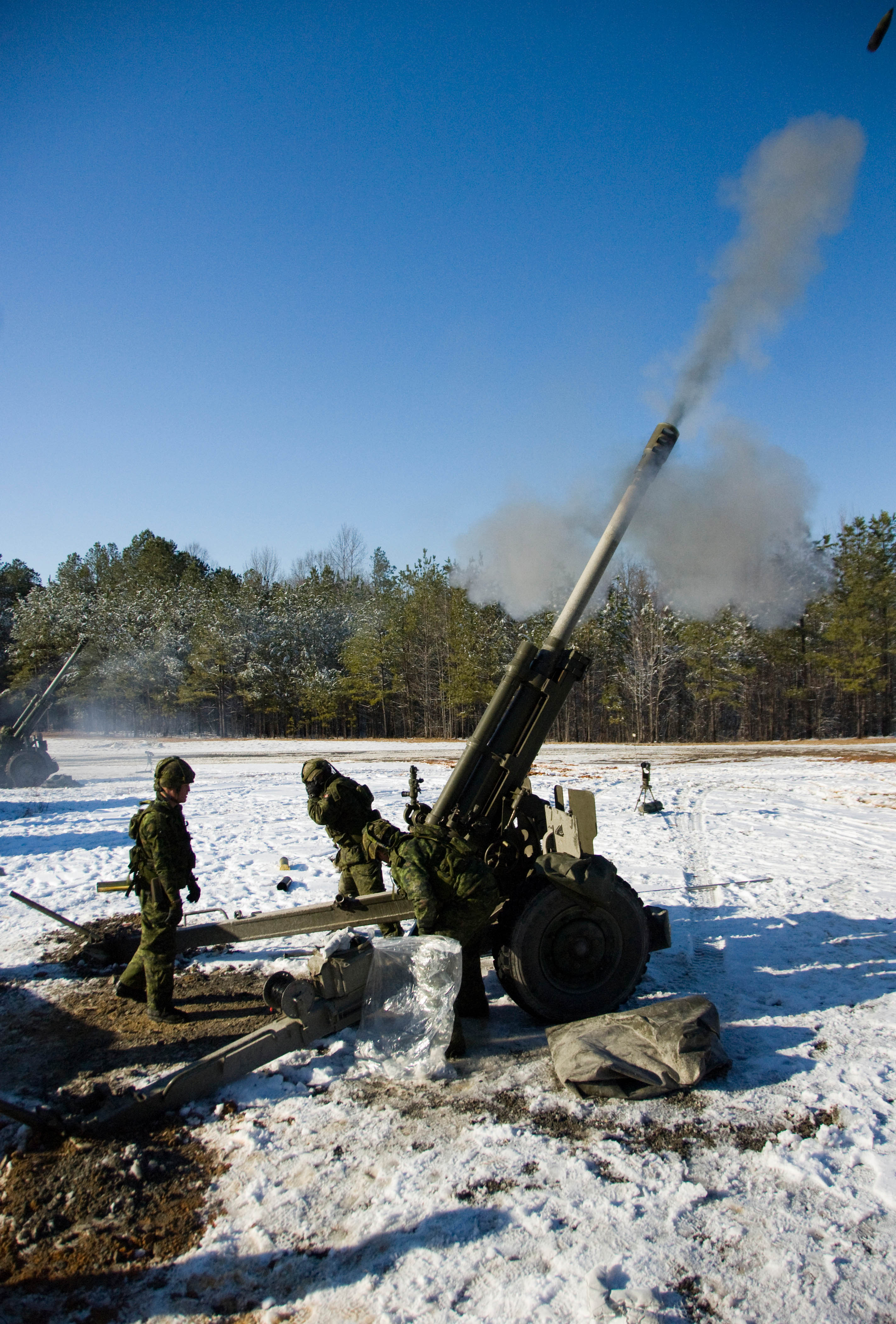
2009年3月3日，加拿大軍隊士兵正在發射C3榴彈炮。

- T8，後成為標準型M4 - 車載型，改良了後膛及改用圓筒式後座系統[13]
- M101 - 二戰後重新命名配M2A1炮架的M2A1
- M101A1 - 二戰後重新命名配M2A2炮架的M2A1
- C3 - 加拿大的C1（M2A1）改良型，配33倍徑炮管

炮架：
- M1920E - 樣版，縱向分離雙炮尾拖架[11]
- M1921E - 樣版，箱型炮尾拖架[11]
- M1925E - 樣版，箱型炮尾拖架[11]
- T2，後成為標準型M1 - 縱向分離雙炮尾拖架，木制車輪[11]
- M1A1 - M1炮架配新型車輪、制動器及其他配件[12]
- T3 - 樣版[11]
- T4 - 樣版[11]
- T5－後成為標準型M2（1940年）－縱向分離雙炮尾拖架，改用金屬車輪配充氣輪胎[11]
- M2A1 - 移除電子制動器[14]
- M2A2 - 改良裝甲擋板[14]

## 自走炮型
- M4A4E1中型坦克 - M2A1配T70炮架[15]
- M4(105)、M4A3(105)中型坦克 - M4配M52炮架[15]
- M45重型坦克 - M4配M71炮架[16]
- 配霍爾特牽引車（Holt tractor）的測試型 - M1920[17]
- 克里斯廷（J Walter Christie）設計的測試型 - M1920[17]
- T9 105毫米自走炮－改良自科萊特拉克（Cletrac ）MG-2牽引車[18]
- T19 105毫米自走炮－配M2A1，改良自M3半履帶車[19]
- T32/M7 105毫米自走炮－配M2A1[15]
- T76 / M37 105毫米自走炮－M4配M5炮架，改良自M24霞飛坦克[18]
- T88 105毫米自走炮－M4配M20炮架，改良自M18地獄貓[20]

## 彈藥
M101榴彈炮發射105公厘分裝式砲彈，發射藥裝於M14彈殼內，而空包彈則配M15彈殼及黑火藥裝藥。發射藥包有7個位階可選，從1號裝藥（最小份量）至7號裝藥不等（最大份量），M3榴彈炮與M101系列的砲彈規格共通，但發射藥則是另外的減裝版本。唯一採整合式砲彈的彈種只有M67反戰車砲彈，但後來也改成分裝式設計，只是裝藥量仍不可調整。
| 可用彈藥     |                    |                         |                            |             |          |
| 類型         | 型號               | 重量，公斤（彈體/彈頭） | 彈頭裝藥                   | 初速，米/秒 | 射程，米 |
| 榴彈         | M1榴彈             | 19.08 / 14.97           | TNT或50/50阿瑪圖，2.18公斤 | 472         | 11,160   |
| 高爆反坦克彈 | M67反裝甲高爆彈    | 16.71 / 13.25           | 彭特來炸藥，1.33公斤       | 381         | 7,854    |
| 煙霧彈       | M84煙幕彈（HC BE） | 19.02 / 14.91           | 氯化鋅                     | 472         | 11,160   |
| 彩煙彈       | M84彩煙彈（BE）    | 17.86-18.04 /           | 混合發煙劑                 |             |          |
| 煙霧彈       | M60煙霧彈（WP）    | 19.85 / 15.56           | 白磷，1.84公斤             | 472         | 11,110   |
| 煙霧彈       | M60煙霧彈（FS）    | 20.09 /                 | 氯磺酸三氧化硫，2.09公斤   |             |          |
| 生化彈       | M60生化彈（H）     | 19.43 /                 | 芥子毒氣，1.44公斤         |             |          |
| 訓練彈       | M1訓練彈           |                         |                            | 472         | 11,160   |
| 訓練彈       | M14訓練彈          |                         |                            | -           | -        |
| 空包彈       |                    |                         |                            | -           | -        |

| 穿甲程度，毫米                                                   |     |     |     |       |
| 彈藥/距離，米                                                    | 0   | 457 | 914 | 1,828 |
| M67反裝甲高爆彈（平射，0°）                                      | 102 | 102 | 102 | 102   |
| 穿混凝土程度，毫米                                               |     |     |     |       |
| M1高爆彈（平射，0°）                                             | 457 | 427 | 396 | 335   |
| 不同的國家使用的測量方法有所不同，因此與其他裝備直接相比會有誤差 |     |     |     |       |

## 注腳
1. ↑  .   [2019-01-25]. （原始内容存档于2013-09-26）.
2. ↑  .   [2009-10-03]. （原始内容存档于2020-02-04）.
3. ↑  抗戰時期陸軍武器裝備-野戰砲兵篇(55頁)，滕昕雲，老戰友工作室出版，ISBN957-30497-9-1
4. ↑  .   [2018-02-01]. （原始内容存档于2019-10-18）.
5. ↑  http://aode.mnd.gov.tw/Unit/Content/189?unitId=102 （页面存档备份，存于）  花防部混砲營的T63榴砲
6. ↑  军事博物馆编辑研究室：“抗美援朝·功勋兵器巡礼”，《解放军报》2020年10月30日第九版。
7. ↑   霍海丹：《中国军事顾问团援越抗法实录（当事人的回忆）》，中共党史出版社，2002年1月版，ISBN 9787801366924
8. ↑  薛忠：“我所知道的解放军特科学校”，《中华魂》2015年10期
9. ↑  .   [2009-10-03]. （原始内容存档于2006-06-15）.
10. ↑  .   [2009-10-03]. （原始内容存档于2013-07-23）.
11. 1 2 3 4 5 6 7 8 9 10 11  Hogg - Allied Artillery of World War Two, p 42-49.
12. 1 2  Technical Manual TM 9-2005 volume 3, Infantry and Cavalry Accompanying Weapons.
13. ↑  Hunnicutt - Sherman: A History of the American Medium Tank（第210頁）
14. 1 2  Technical Manual TM 9-1325, 105mm Howitzers M2 and M2A1; Carriages M2A1 and M2A2; and Combat Vehicle Mounts M3 and M4.
15. 1 2 3  Hunnicutt - Sherman: A History of the American Medium Tank（第568頁）
16. ↑  Hunnicutt - Pershing: A History of the Medium Tank T20 Series（第233頁）
17. 1 2  Hunnicutt - Stuart: A History of the American Light Tank（第317頁）
18. 1 2  Hunnicutt - Stuart: A History of the American Light Tank（第329頁）
19. 1 2 3 4  Hunnicutt - Half-Track: A History of American Semi-Tracked Vehicles（第236頁）
20. ↑  Hunnicutt - Stuart: A History of the American Light Tank（第334頁）
21. 1 2 3  Technical Manual TM 9-1901, Artillery Ammunition, p 167-178.
22. ↑  Technical Manual TM 9-1904, Ammunition Inspection Guide, p 471-484.